# Panic Prevention
Panic Prevention è il primo album in studio del cantautore britannico Jamie T, pubblicato nel 2007. Il disco ha ricevuto la candidatura al Mercury Prize.

## Tracce
Tutte le tracce sono di Jamie T tranne dove indicato.
1. Brand New Bass Guitar – 2:08
2. Salvador (Jamie T/Ben 'Bones' Coupland) – 3:32
3. Calm Down Dearest – 4:41
4. So Lonely Was the Ballad - 3.50
5. Back in the Game – 2:29
6. Operation (Jamie T/Ben 'Bones' Coupland) – 5:48
7. Sheila (Jamie T/John Betjeman/Jim Parker) – 4:19
8. Pacemaker – 3:26
9. Dry Off Your Cheeks – 5:03
10. Ike & Tina – 3:39
11. If You Got the Money (Jamie T/Ian Lewis) – 4:04
12. Alicia Quays – 6:29
13. Northern Line (bonus track) - 3:45
14. Down to the Subway (bonus track) - 3:52
15. Here's Ya Getaway (bonus track) - 4:42